# Ribar
Ribar  je osoba koja se služi raznim alatima u ribolovu glavonožaca, riba, rakova, školjki kako u moru, tako i u slatkovodnim vodama, te u morskim uzgajalištima i slatkovodnim ribnjacima. Za lov se koriste raznim tehnikama, a najčešće love s brodova, kojima i upravljaju.

## Opis
Školovanje traje četiri godine za srodno zanimanje ribarsko-nautičkog tehničara. U Hrvatskoj se zdravstvena sposobnost utvrđuje Pravilnikom o zdravstvenoj sposobnosti pomoraca. Za vrijeme školovanja uče dvije tehnologije, ribanje i nautiku. Nakon završena četvrtog stupnja polažu stručni ispit, te idu na pripravnički staž u trajanju od godinu dana, nakon kojega polažu ispit za brodovođu–ribara. Tijekom školovanja ribarsko nautičkog tehničara polaznici se osposobljavaju na području morskog ribarstva, uzgoja, lova i prerade te zaštite i gospodarenja morem. Lov se izvodi različitim brodovima, zavisno od vrsta riba koje se love. Ribolovu prethodi nekoliko faza. Početak ribolova kreče kad se brodovi otisnu na položaje koji se smatraju dobrim uz tehniku lociranja elektroničke opreme. Elektronika pokazuje prepoznavanje ribe i smjer gibanja. Dolaskom na ribolovno mjesto,  okružuje se riba, postavljaju se mreže, te izvlače mrežu s ulovom na palubu i razvrstavaju, važu, šokiraju ledom, skladište i prevoze u luku za otkup, prodaju. Tada slijedi pranje palube broda. Ribar se može zaposliti u tvornicama za preradu ribe, raznim privatnim ribaricama, a oni s višegodišnjim iskustvom i u ustanovama za proučavanje mora i drugih organizama.